# Gigante de Llusco
Juan de la Cruz Sihuana, conocido como el gigante de Llusco (Llusco, c. 1865 - Perú, siglo XX) fue una persona con gigantismo retratada en dos icónicas fotografías de Martín Chambi.
Chambi conoció a Sihuana en el Mercado de Cusco y, habiendo sido impresionado por su altura, le invitó a ser fotografiado en su estudio de la calle Marqués. Desconocida su identidad por mucho tiempo, fue llamado gigante de Paruro. Tras una investigación realizada por el fotoperiodista Herman Schwarz, se pudo establecer que se trataba de un personaje de Llusco, provincia de Chumbivilcas. Schwarz encontró la imagen del gigante publicada en La Crónica, con fecha de 1925 en un reportaje sobre el viaje del aviador Alejandro Velasco Astete al Cuzco. La fotografía posee un pie de imagen con los datos del personaje: «Juan de la Cruz Sihuana, gigante de Llusco, provincia de Chumbivilcas. Mide 2 metros 10 centímetros de estatura, pesa 300 libras y tiene más de cincuenta años».
Sihuana también fue retratado por Chambi, junto al ayudante en ese entonces de este último, el futuro político Víctor Mendivil.